# Harduinstor

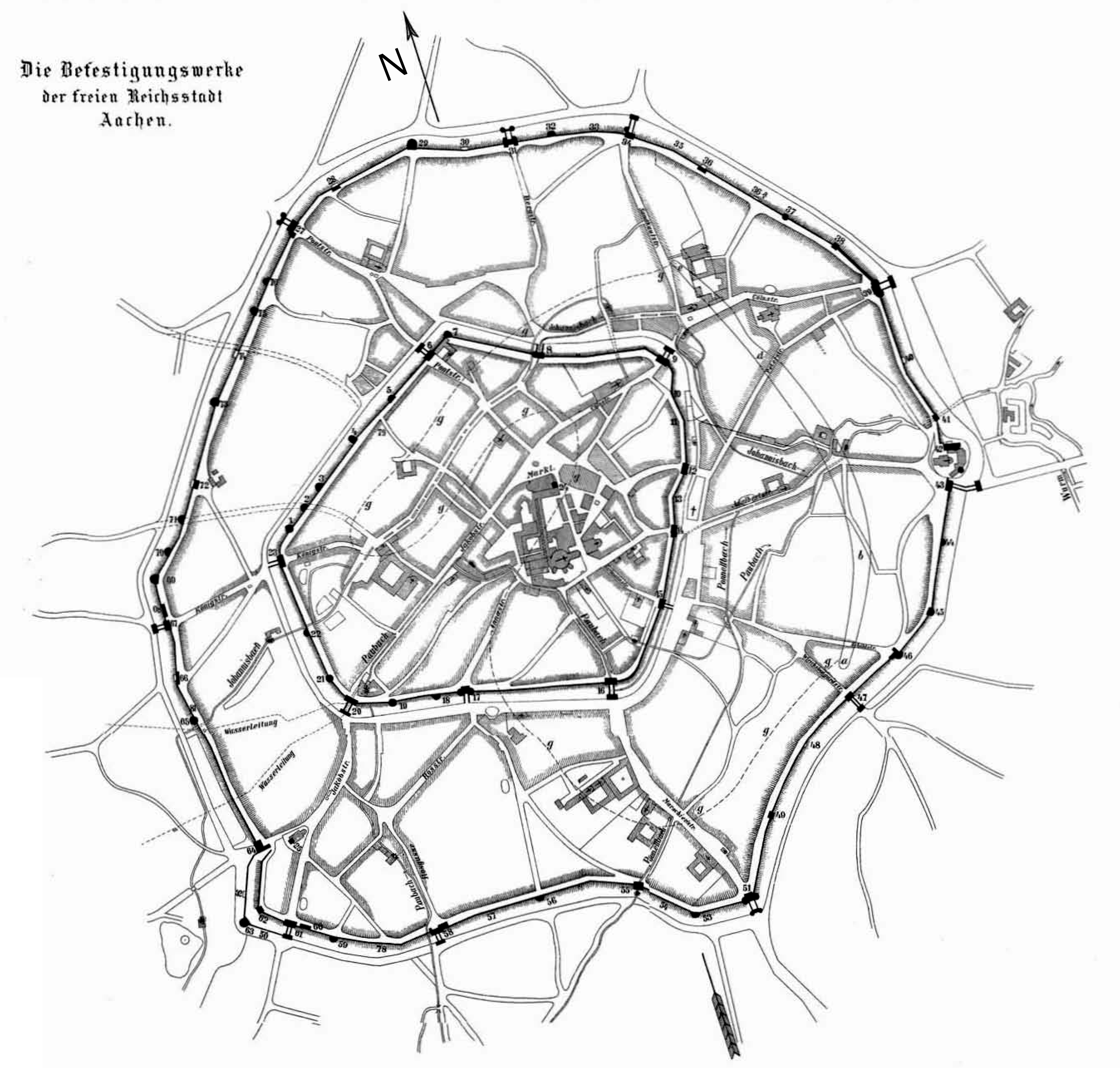
Nr. 15 = Harduinstor; Grafik von Carl Rhoen

Das Harduinstor (Porta principalis dextra), auch Harduwinstor ist ein ehemaliges Stadttor in Aachen. Es wurde in der Mitte des 13. Jahrhunderts erbaut und gehörte zur auf Veranlassung des Kaisers Friedrich I. zwischen 1171 und 1175 errichteten inneren Stadtmauer Aachens, die auch den Namen innerer Ring, erste Mauer oder Barbarossa-Mauer trägt. Auch bekannt war das Harduinstor unter dem Namen Hartmannstor.

## Lage
Der Name Hartmannstor lässt auf den derzeitigen Standort des Harduinstors schließen. Genauer beschränkt man sich bei der Lage des Harduinstors auf den Bereich Hartmannstraße, Friedrich-Wilhelm-Platz und Kapuzinergraben. Es lag zwischen dem Marschiermitteltor und Ursulinertor.
Am 11. August 1315 erlaubt der Bischof von Lüttich, Adolff II. von der Mark, den Aachener Begarden, die zwischen dem Harduinstor und dem Scherptor ansässig waren und aus denen die Ordensgemeinschaft der Christenserinnen entstand, ein Oratorium nebst Kapelle auf einem von ihnen erworbenen Grundstück vor dem Harduinstor zu errichten und dort einen Friedhof anzulegen.
Der damalige Cymmergrav, um 1429 nach den hier befindlichen Werkstätten der Zimmerleute benannt, wurde nach der Erbauung des Harduinstors in Harduinsgraben umbenannt, verlor seinen Namen aber nach der Erbauung des Kapuzinerklosters Aachen und trug somit seit 1615 den Namen Kapuzinergraben.